# Эстко (дворянский род)

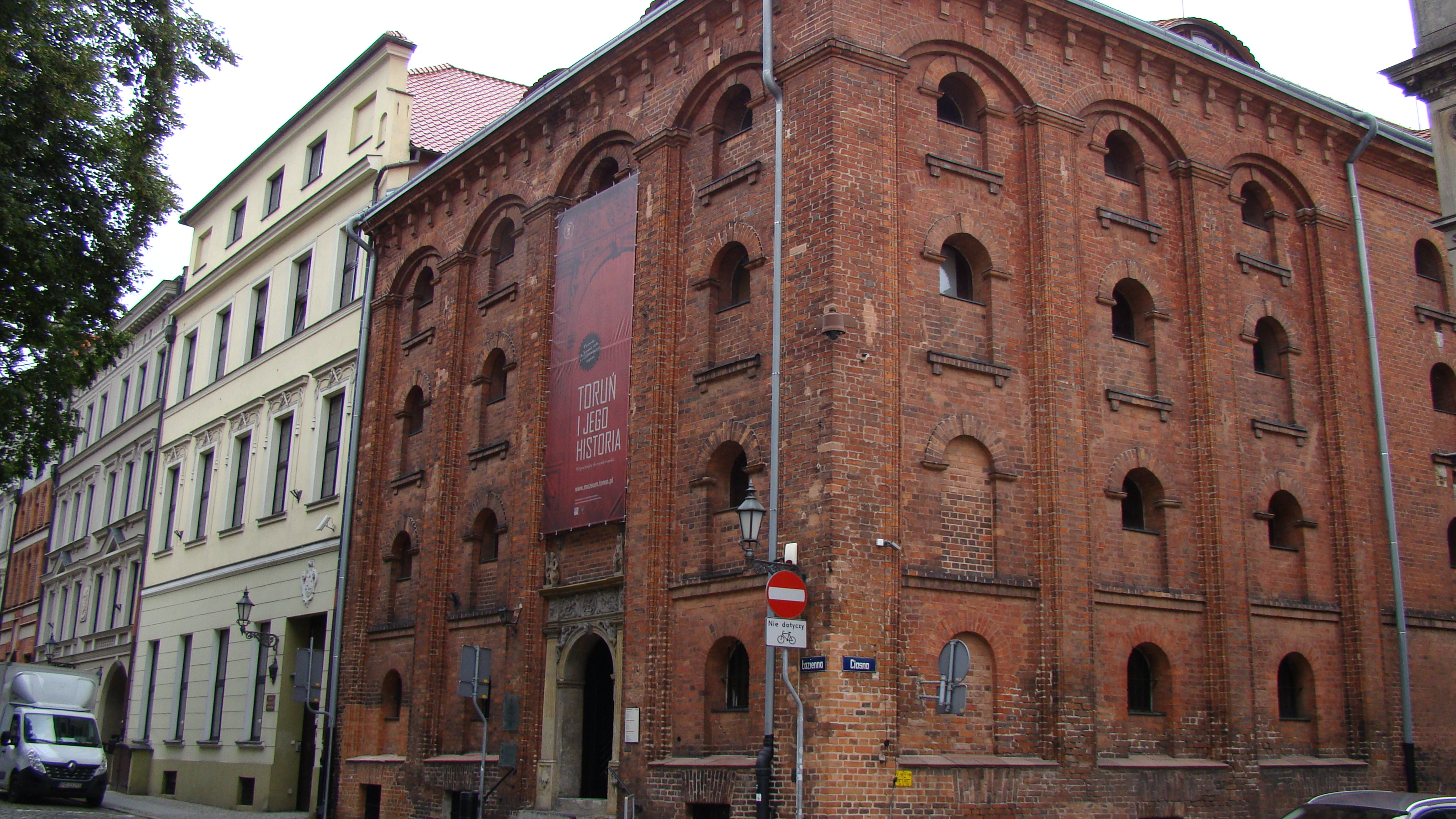
Резиденция Эстко (Esken) в Торуне

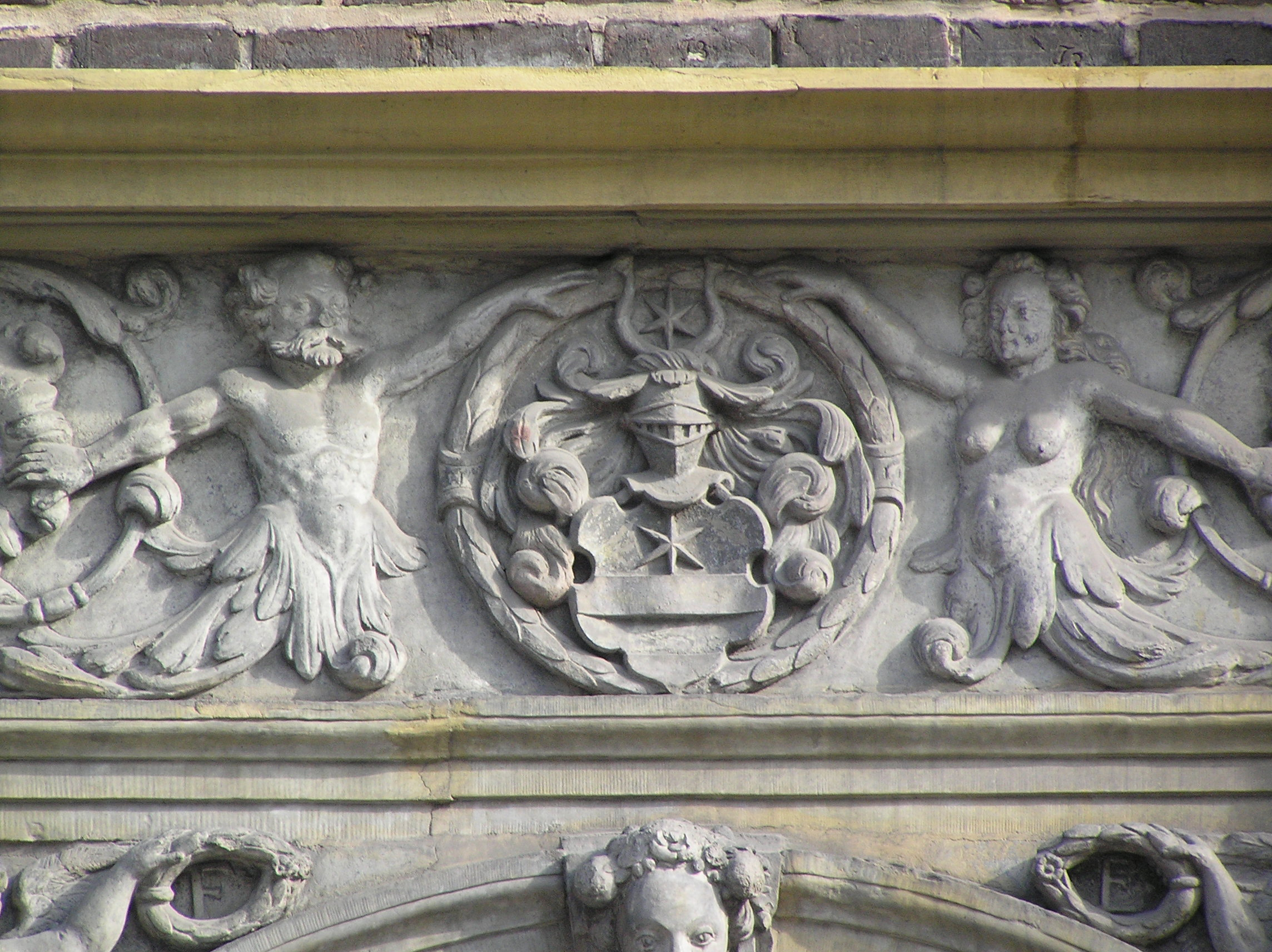
Герб Эсткен на портале резиденции Эстко (Esken) в Торуне

Эстко (нем. von Esken, Essken, Estken, пол.  Estko, Estka) — польский дворянский род немецкого происхождения, представители которого осели на землях Великого княжества Литовского в XVII веке.
Род Эстко был внесен в дворянские родословные книги Ковенской, Минской, Полтавской, Самарской губерний и в Гербовник дворянских родов Царства Польского.

## История рода
В «Родословной книге существующего и угасшего немецкого дворянства» указано :

Эскен, Эсткен. Семья родом из Вестфалии и осевшая в Восточной Пруссии. (перевод с нем.)
В Гербовнике Юлиуша Островского: 

Эсткен, Эстко…Род немецкий, в XVII столетье осевший на Литве. (перевод с польск.)
В Гербовнике дворянских родов Царства Польского:

Эстки, в прежнемъ Смоленскомъ Воеводствѣ осѣдлые. Изъ нихъ Петръ Эстко, тамошнiй Стольникъ, въ 1770 году купилъ въ Мельницкой Землѣ помѣстье Ромашки.

## Описание герба
Род Эстко имел собственный герб Эсткен.
- Описание герба в версии Юлиуша Островского[5]:

На щите усечённом в поле верхнем синем — шестиконечная звезда золотая, в поле нижнем червоном — полоса поперечная серебряная. Над шлемом в короне между двумя трубами, в шаховницу красными и серебряными — шестиконечная звезда серебряная. (перевод с польск.)
- Версия Каспера Несецкого[6]:

Имеют в гербе звезду золотую, в синем поле, под ней красная полоса, потом ниже белая и красная, на шлеме без короны звезда золотая между двумя трубами в шаховницу. (перевод с польск.)
- В Гербовнике дворянских родов Царства Польского даётся следующее описание герба Эсткен (Эсткенъ)[3]:

Въ голубомъ полѣ серебряный поясъ между двумя красными; надъ верхнимъ, краснымъ, золотая звѣзда. Въ навершьѣ шлема, безъ короны, между двумя трубами красными и бѣлыми в шахматъ, такая же какъ въ щитѣ звѣзда. 
Кроме того, род Эстко пользовался гербами Радван и Дрыя.

## Персоналии
- Эстко, Август Константин (пол. August Konstanty Estko) — чашник ковенский до 1761 года, член Слуцкой конфедерации в 1767 году.
- Эстко Пётр (пол. Piotr Estko) (1729—1787) — стольник cмоленский, владелец имения Ромашки, муж Анны Костюшко, родной сестры Тадеуша Костюшко.
- Эстко, Сыкстус (пол. Sykstus Teodor Ludwik Estko) (1776—1813) — польский военачальник, легионер, бригадный генерал армии Варшавского герцогства, генерал французской армии, участник Наполеоновских войн, племянник Тадеуша Костюшко. Был тяжело ранен в битве под Лейпцигом, попал в плен, где вскоре и умер[9].